# Coone (musicista)
Coone, pseudonimo di Koen Bauweraerts (30 maggio 1983), è un disc jockey belga.

## Carriera
All'età di 15 anni, nel 1998, ha iniziato a produrre e mixare musica. Successivamente nel 2002 si è spostato verso produzioni hard house. Il primo singolo, pubblicato nel 2002, si chiamava "Protect The Innocent". Sotto lo pseudonimo "The Artist Also Known As" è entrato nelle scene musicali con "Eating Donuts", un remix di "Song 2" dei Blur.
Nel 2006 fonda l'etichetta Dirty Workz, che rilascia prevalentemente musica jumpstyle e hardstyle. Ha anche avviato in passato un progetto con DJ Fenix chiamato "Ambassador Inc". In aggiunta, è entrato nella graduatoria di DJ MAG's Top 100 DJ's classificandosi come #41 nel 2011. Coone si ha anche avviato collaborazioni con la Dim Mak Records (etichetta di Steve Aoki), ma comunque senza lasciare il lavoro con Dirty Workz.
Diverse sono le produzioni negli anni. Di rilievo c'è il remix della traccia Madness, prodotta da Dimitri Vegas & Like Mike, con Steve Aoki produce "Can't Stop The Swag" e un remix della canzone "A Light That Never Comes" dei Linkin Park.
Nel 2015 inizia il suo podcast Global Dedication in edizioni mensili, dove raggruppa tracce non ancora rilasciate e vecchi classici hardstyle. Nello stesso anno raggiunge il #49 posto della DJ Mag 2015 Top 100 DJs che lo classifica primo tra i DJ hardstyle dell'anno. Pubblica insieme a Bassjackers il singolo Sound Barrier, un mix di hardstyle su BPM più lenti. A fine anno rilascia un mini album "Mixtape Sampler" contenente 3 tracce di cui due remix e una inedita.
Il 2016 è un anno molto ricco perché viene incaricato di produrre l'anthem dell'evento Reverze in Belgio. Nel corso dei mesi inizia a pubblicare notizie su un suo imminente album chiamato Less Is More con il primo video della traccia Robotz. A breve pubblica un nuovo anthem, quello di Intents Festival con la collaborazione di Hard Driver.
Verso fine anno l'etichetta Q-dance annuncia che Coone produrrà anche l'anthem del Qlimax; partecipazione che il DJ riterrà come la miglior performance della sua carriera. Nello stesso mese vi è anche l'uscita di una speciale compilation chiamata 10 Years Dirty Workz, che raggruppa i migliori singoli prodotti dalla fondazione dell'etichetta.
Il 2017 si apre con un free remix del brano Wildcard di KSHMR e un singolo insieme al producer australiano Code Black. A dicembre annuncia tramite il proprio profilo Instagram l'arrivo di un nuovo album in occasione delle festività natalizie, "This is Coone".
Nel 2018 è il primo ed unico artista hardstyle ad esibirsi sul mainstage del major festival belga Tomorrowland: in preparazione a ciò, sospende la produzione del radioshow “Global Dedication” e si concentra nella pubblicazione del vlog mensile “Trip to Tomorrow”.

## Discografia

### Album
- 2008 - My Dirty Workz
- 2009 - Dirty Workz Deluxe
- 2011 - The Challenge
- 2013 - Global Dedication
- 2016 - Less Is More
- 2017 - This is Coone
- 2020 - Loyalty is Everything

### Singoli
- DJ Coone - Protect The Innocent (2002)
- DJ Coone - And The Beat Goes On (2003)
- DJ Coone - The Name Of My DJ (2003)
- DJ Coone - Getting Down (2005)
- DJ Coone - Love / Nord Station (2005)
- DJ Coone - Cracked / Life Is Complex (2006)
- DJ Coone - Gonna Cum EP (2006)
- FVL - Violin De La Nuit - Violin De La Nuit (Performed By Mr. Pink aka DJ Coone) (2006)
- DJ Coone - Infected (Reverze Anthem) (2006)
- Coone & Ghost - Pitch Up (2006)
- Coone - Bounce On Ya Sneakerz / Keep It Whoat (2007)
- Coone - The Chosen One (2007)
- Coone - The Return (Remixes) (2007)
- Coone Feat. Mr. Eyez - Words From The Gang (2007)
- Justin Tenzz - Electric Housecleaner (2007)
- Coone - Doggystyle / Gonna Cum (Ronald-V Remix) (2008)
- Coone & Ruthless - We Don't Care (2008)
- Coone - Xpress Yourself / My Dirty Workz (2008)
- Coone - Feelings In My Head (2008)
- Coone - Throw Ya Handz / Twilight Zone (2010)
- Coone / Coone & Ruthless - A Million Miles / D.E.N.S. (2010)
- Coone - The Undefeated (2010)
- Coone - Starf*ckers / Fearless (2010)
- Psyko Punkz vs. Coone - Dirty Soundz (Ra-Ta-Ta) (2010)
- Coone ft. Scope DJ - Travelling (2011)
- Coone ft. Da Tweekaz - D.W.X (2011)
- Coone ft. Nikkita - Monstah (2011)
- Coone - The Prime Target (2011)
- Coone Ft. Zatox - Audio Attack(2011)
- Coone ft. Scope DJ - Free Again (2012)
- Coone - Chapter 20.12 (2012)
- Coone - Music is Art (2012)
- Coone - Dedication (2012)
- Coone - Chapter 20.12 (2012)
- Coone - Nustyle Crap (2012)
- Coone - Headbanger (2013)
- Coone - Colors of Life (2013)
- Coone ft. Kritikal - Zombie Killer (2013)
- Coone ft. K19 - Times Gettin' Hard (2013)
- Steve Aoki & Coone - Can't Stop the Swag (2014)
- Coone - Survival Of The Fittest (2014)
- Coone - Into The Madness (2014)
- Coone - Aladdin On E (2014)
- Coone & Hard Driver & E-life - Swoosh Fever (2015)
- Coone & Dr Rude ft K19 - For The World (2015)
- Coone - Love For The Game (2015)
- Coone X Bassjackers X GLDY LX - Sound Barrier (2015)
- Coone & Max Enforcer - Love X Hate
- Coone ft MC Sik-Wit-It - THIS (2015)
- Coone - Deception (Reverze 2016 Anthem)
- Coone & Hard Driver - It's All In The Game (Intents Festival 2016 Anthem)
- Coone - Rise Of The Celestials (Qlimax 2016 Anthem)
- Gareth Emery ft Christina Novelli - Concrete Angel (Coone & Code Black Remix)